# 赫敦
赫敦（英語：Hedon）是位於英格蘭東約克郡的一座小鎮和民政教區，位於該鎮市中心以東5英里（8）。這裡最著名的地標是聖奧古斯特教堂，有「霍德尼斯之王」之稱，被列入英國一級保護建築。據2011年英國人口普查，該鎮有人口7,100人，比2001年的6,322人增加。